# Palazzo del seminario (Genova)
Il palazzo del seminario è un edificio storico di Genova, costruito nel XVII secolo. Per tre secoli è stato sede del seminario per la formazione dei futuri presbiteri genovesi. Chiuso nel 1970, dopo anni di abbandono e un lungo restauro dal 1998 ospita la biblioteca civica Berio.
Il palazzo si trova nel quartiere di Carignano, a poca distanza dalla centralissima piazza Dante. Al tempo della sua costruzione la zona, allora ai margini della città, era occupata dal borgo di Ponticello, scomparso negli anni trenta del Novecento in attuazione del piano urbanistico che ridisegnò i quartieri centrali della città.

## Storia
Il palazzo fu costruito nel XVII secolo in via Porta d'Archi, nel quartiere di Ponticello, per volontà dell'arcivescovo Stefano Durazzo per ospitare il seminario.
Grazie ai finanziamenti di numerosi cittadini e dello stesso arcivescovo e con il contributo determinante di Emanuele Brignole, fondatore dell'Albergo dei Poveri, nel 1654 fu acquistato un terreno nel quartiere di Ponticello, nei pressi della Porta d'Archi.
Nel corso del tempo altre personalità laiche ed ecclesiastiche avrebbero contribuito al suo mantenimento, tra queste gli arcivescovi Nicolò Maria de' Franchi, Giuseppe Maria Saporiti e Luigi Lambruschini.

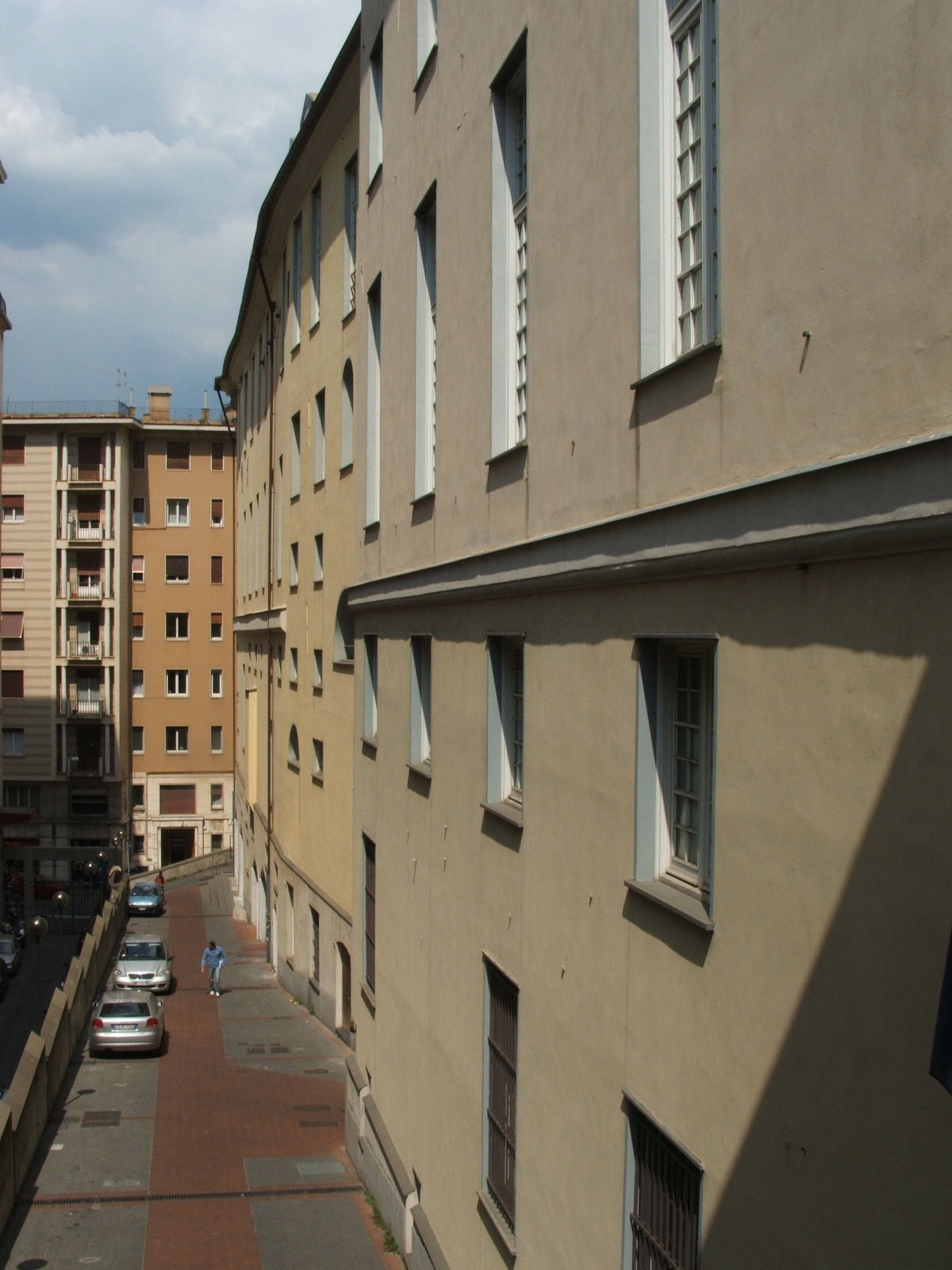
Il lungo prospetto laterale su via del Seminario

Il progetto del nuovo edificio fu affidato all'onegliese Gerolamo Gandolfo affiancato da Pier Antonio Corradi e Antonio Torriglia. Il palazzo, realizzato in uno stile volutamente sobrio, si presentava come una struttura a ferro di cavallo, a due piani, oltre al piano terreno sviluppato intorno a un atrio e un cortile separati da un porticato con colonne in marmo. Al piano superiore si trovavano le aule e al secondo piano i dormitori. La facciata esterna, alta 22 m, si estendeva per 50 m.
Lo stesso cardinale Durazzo inaugurò l'edificio nel 1657. Nel 1840 l'arcivescovo Placido Maria Tadini (con il contributo del re Carlo Alberto) fece realizzare da Ignazio Gardella senior un primo ampliamento, aggiungendo un braccio che chiudeva il cortile a sud e una nuova cappella al piano terreno. Un ulteriore ampliamento avvenne  nella seconda metà dell'Ottocento per volere dell'arcivescovo Salvatore Magnasco, che fece costruire due nuovi bracci verso sud, su progetto dell'ingegnere Giuseppe Massardo. Questi lavori furono completati nel 1891.
Negli anni trenta del Novecento tutta l'area circostante subì una radicale trasformazione, con la cancellazione del  quartiere di Ponticello e l'apertura di via Dante, piazza Dante e della galleria Cristoforo Colombo proprio al di sotto del giardino del palazzo. I lavori di attuazione del piano urbanistico non coinvolsero comunque direttamente la struttura dell'edificio.
Il seminario maggiore dell'arcidiocesi genovese, che comprendeva anche una ricca biblioteca, subì gravi danni durante la seconda guerra mondiale quando l'ala ottocentesca di levante venne distrutta dai bombardamenti aerei. Nel 1970 il seminario venne trasferito in una nuova struttura, ubicata nella ex villa Quartara, in salita Emanuele Cavallo, sull'altura del Righi. L'edificio, rimasto in stato di abbandono fino alla metà degli anni ottanta, venne individuato dal comune di Genova come sede per la biblioteca civica. Tra il 1985 e il 1992 fu condotta un'opera di recupero della struttura su progetto dell'architetto Piero Gambacciani. Oltre alla biblioteca civica il complesso ospita anche il museo biblioteca dell'attore.
Nei tre secoli di vita il seminario subì anche le inevitabili ricadute delle vicende storiche, come tra il 1799 e il 1803 quando il governo della Repubblica Ligure, di ispirazione napoleonica, ne decretò la chiusura e negli anni della prima guerra mondiale quando venne parzialmente trasformato in ospedale militare.